# Supreme Ruler 2010
Supreme Ruler 2010 (рус. Верхо́вный прави́тель 2010) — компьютерная игра в жанре глобальной стратегии, разработанная компанией BattleGoat Studios и выпущенная компанией Strategy First 10 мая 2005 года.
В России издана компанией «Акелла».
В Supreme Ruler 2010 игрок управляет всеми аспектами деятельности правительства с целью объединить мир, состоящий из разрозненных государств. Игра начинается в 2010 году. Длительность игры определяется настройками сценария. От нескольких месяцев игрового времени до полного отсутствия каких-либо ограничений по времени.
Официальная поддержка Supreme Ruler 2010 прекратилась в августе 2006 года вместе с выпуском шестого обновления. Последней версией игры является версия 4.6.1.

## Отзывы
| Сводный рейтинг | Сводный рейтинг |
| Агрегатор       | Оценка          |
| --------------- | --------------- |
| GameRankings    | 68,21 %         |